# Tristis est anima mea (répons)

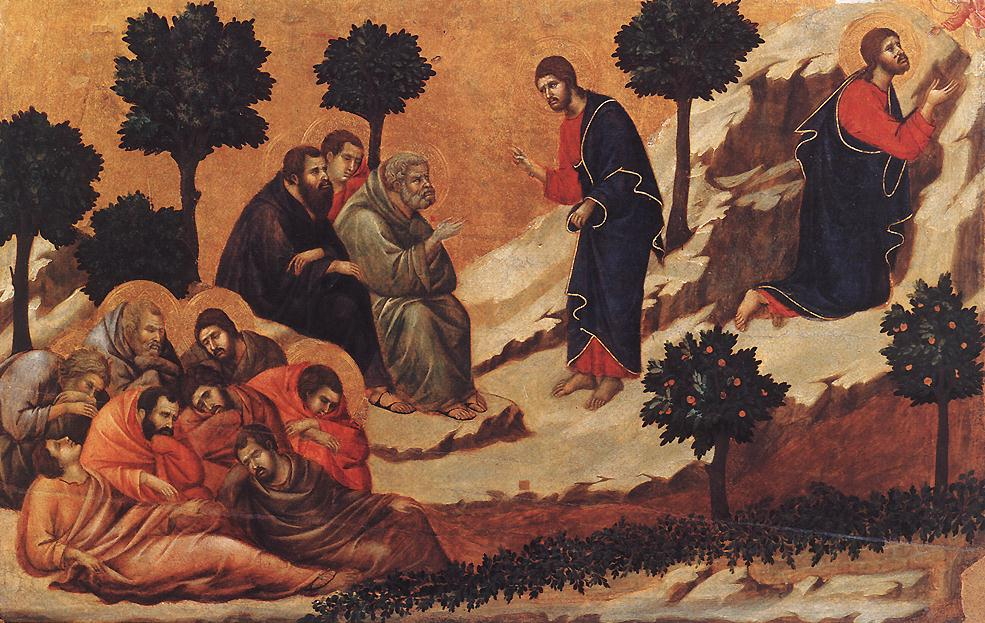
Agonie dans le jardin par Duccio di Buoninsegna (début du XIVe siècle)

Tristis est anima mea est le second répons de l'office des Ténèbres pour le Jeudi saint. Le texte latin fait référence à l'agonie du Christ dans le jardin de Gethsémani, partie de la Passion du Christ.

## Texte
Le thème du texte du second répons pour le Jeudi saint est Jésus dans le jardin Gethsémani s'adressant à ses disciples.
Les deux premières lignes du répons sont tirées de l'Évangile selon Matthieu chapitre 26, vers 38. Dans la traduction de Louis Segond, le début du texte est traduit par « Mon âme est triste jusqu'à la mort ».
Alors que les deux premiers vers sont tirés de la Bible, les deux suivants sont une poésie anonyme. Jésus prédit que lorsque les disciples verront une foule (Iam videbitis turbam), ils s'enfuiront (Vos fugam capietis) et il ira se faire sacrifier pour eux (et ego vadam immolari pro vobis).
Responsorium
Tristis est anima mea usque ad mortem :

sustinete hic, et vigilate mecum :

nunc videbitis turbam, quæ circumdabit me.

Vos fugam capietis, et ego vadam immolari pro vobis.
Verset
Ecce appropinquat hora, et Filius hominis tradetur in manus peccatorum.

Vos fugam capietis, et ego vadam immolari pro vobis.
- Traductions de l'Église épiscopale des États-Unis et de l'Église catholique :
Responsorium
« Mon âme est triste jusqu'à la mort ; 

Restez ici et veillez avec moi.

Alors vous verrez la foule qui viendra me prendre.

Vous prendrez la fuite,

Et j'irai me faire immoler pour vous ».
Verset
« Voici, l'heure approche, et le Fils de l'Homme sera remis entre les mains des pécheurs.

Vous prendrez la fuite,
Et j'irai me faire immoler pour vous ».

## Adaptations

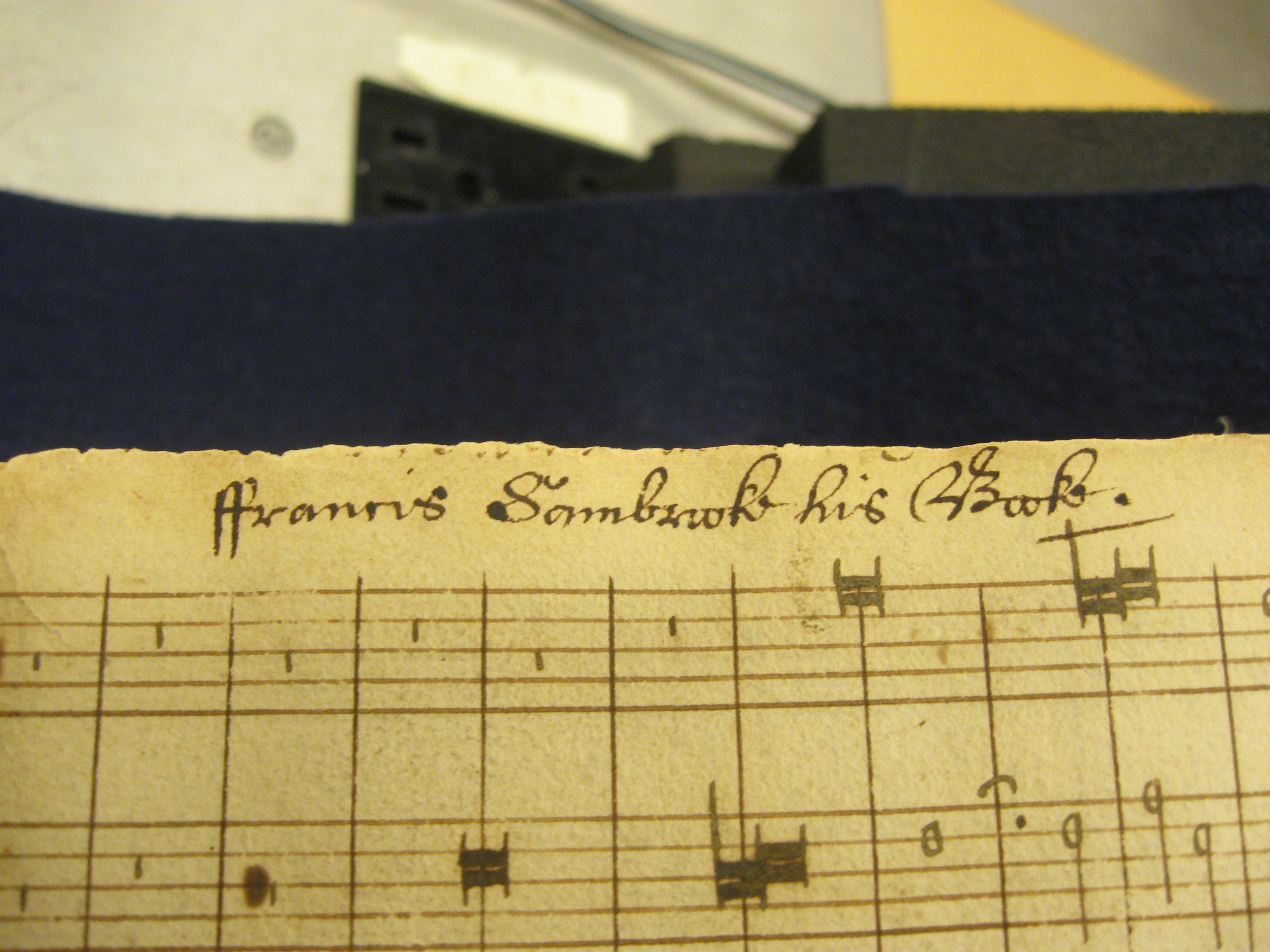
Premières notes chantées par le soprano et (premier) alto du Tristis est anima mea, no 1 dans de Roland de Lassus

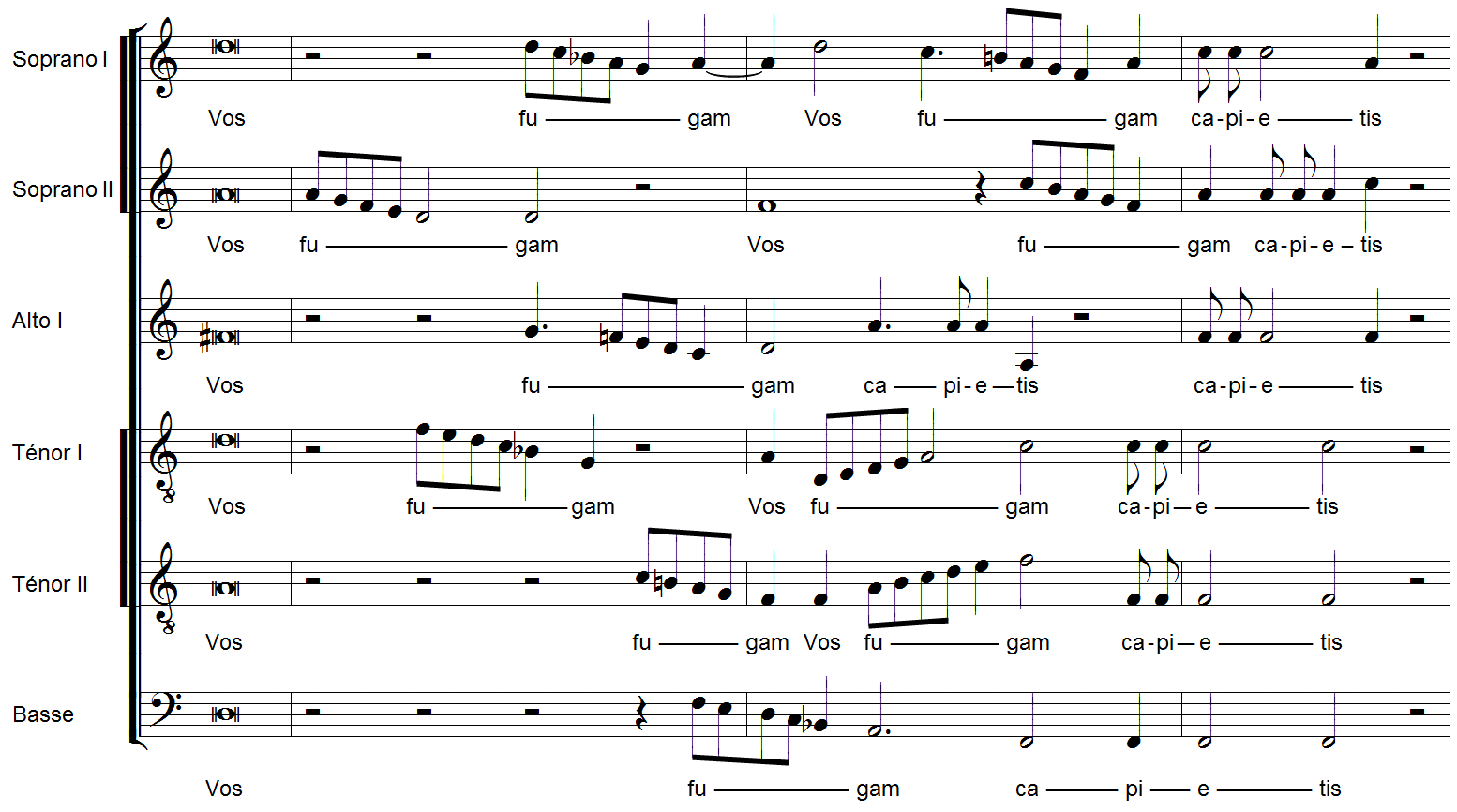
Extrait de l'adaptation par Gesualdo de Tristis est anima mea (1611)

Motets et autres adaptations musicales basés sur le répons :
- Un motet de Roland de Lassus, inclus par exemple dans le manuscrit no 1 Drexel 4302
- Un motet de Pomponio Nenna inclus dans les Sacrae Hebdomadae Responsoria (publié de façon posthume en 1622)
- Une adaptation incluse dans les Officium Hebdomadae Sanctae (1585) de Tomás Luis de Victoria
- Un répons de 1611 de Carlo Gesualdo
- Une adaptation de Pedro de Cristo
- TriC 26ad, répons de Giuseppe Corsi da Celano
- Une adaptation de Pierre Robert
- Un motet de Marc-Antoine Charpentier, pour deux dessus et basse continue (H. 126), partie d'un cycle de leçons et répons du mercredi saint (vers 1691 ?)
- Un motet SSATB attribué à Johann Kuhnau
- Un motet en fa majeur (Seibel 104) de Johann David Heinichen
- 2e Responsoria pro hebdomada sancta, ZWV 55, de Jan Dismas Zelenka
- Un motet (342) de Lorenzo Perosi
- Dans l'opéra de Saint-Saëns, Samson et Dalila, le héros déclare « Mon âme est triste jusqu'à la mort », à la fin du 3e acte, au moment de se présenter devant le grand-prêtre de Dagon, avant de faire s'écrouler le temple sur les Philistins,
- Troisième des Quatre motets pour un temps de pénitence de Francis Poulenc

## Source de la traduction
- (en) Cet article est partiellement ou en totalité issu de l’article de Wikipédia en anglais intitulé « Tristis est anima mea (responsory) » (voir la liste des auteurs).